# Variation: um 1918 (Zärtlichkeit)
Variation: um 1918 (Zärtlichkeit) ist der Titel eines Gemäldes des russischen Malers Alexej Jawlensky. 1964 kam es als Geschenk von Helene von Jawlensky aus Anlass des 100. Geburtstages von Alexej Jawlensky. in den Bestand des Museums Wiesbaden. Es trägt die Inventar-Nummer M 820.

## Technik und Bildträger
Bei dem Bild „Variation: um 1918 (Zärtlichkeit)“ handelt es sich um ein Ölgemälde im Hochformat 35,5 × 27,2 cm auf leinenstrukturiertem Malpapier, auf Karton und auf Hartfaserplatte aufgezogen. Es ist im Bild unten links monogrammiert „A. J.“ und nicht datiert. Die originale Rückseite ist nicht sichtbar. Das Bild ist verzeichnet im „Katalog der Gemälde“ von 1959 bei Clemens Weiler und dem „Werkstattverzeichnis“ von 1970 bei Weiler, im „Catalogue Raisonné“ von 1991 des Jawlensky-Archivs, 1997 im Jawlensky-Bestandskatalog des Museums Wiesbaden.

## Beschreibung
Variation: um 1918 (Zärtlichkeit) greift ein Landschaftsthema auf, das Jawlensky in diesen Jahren häufige nutzte. In einem Brief an seine Muse Emmy Scheyer skizzierte Jawlensky das Motiv mit zwei Bäumen am linken Bildrand. Zum Jahreswechsel 1918/1919 hatte Jawlensky begonnen, ein neues Kompositions-Schema zu verwenden. Unter der kleinen Zeichnung steht: „Neue Serie ist so komponiert“. In einer anderen Passage des gleichen Briefes heißt es dazu: „Seit Ihrer Abreise ich arbeite auf neue Palette, die mir sehr lieb ist. Mit der habe ich eine neue Serie von Variationen begonnen und Gott lob der Anfang war gut.“ (Brief um 1918/1919, in: Catalogué Raisonné, Bd. 2, S. 21)
In den Variationen werden zwei Gegensatzpaare, eine große und eine schlanke steile Form gegen eine füllige und eine zierlichere kugelige in Bezug gesetzt. Die steile Form steht für das männliche aktive Prinzip, die volle runde für das weiblich empfangende.